# Прван-Село
44°38′ пн. ш. 15°23′ сх. д. / 44.63° пн. ш. 15.38° сх. д.
Прван-Село (хорв. Prvan Selo) — населений пункт у Хорватії, у Лицько-Сенській жупанії у складі громади Перушич.

## Населення
Населення за даними перепису 2011 року становило 97 осіб.
Динаміка чисельності населення поселення:

## Клімат
Середня річна температура становить 8,88 °C, середня максимальна – 23,18 °C, а середня мінімальна – -7,24 °C. Середня річна кількість опадів – 1212 мм.
| Клімат поселення                              | Клімат поселення | Клімат поселення | Клімат поселення | Клімат поселення | Клімат поселення | Клімат поселення | Клімат поселення | Клімат поселення | Клімат поселення | Клімат поселення | Клімат поселення | Клімат поселення | Клімат поселення |
| Показник                                      | Січ.             | Лют.             | Бер.             | Квіт.            | Трав.            | Черв.            | Лип.             | Серп.            | Вер.             | Жовт.            | Лист.            | Груд.            |                  |
| Середній максимум, °C                         | 5,52             | 6,96             | 10,54            | 14,56            | 19,33            | 22,68            | 23,18            | 22,95            | 18,56            | 13,80            | 8,63             | 4,69             |                  |
| Середня температура, °C                       | −0,85            | 0,59             | 4,18             | 8,17             | 12,95            | 16,29            | 18,74            | 18,53            | 14,14            | 9,38             | 4,20             | 0,28             |                  |
| Середній мінімум, °C                          | −7,24            | −5,78            | −2,22            | 1,81             | 6,56             | 9,93             | 14,32            | 14,09            | 9,71             | 4,95             | −0,22            | −4,14            |                  |
| Норма опадів, мм                              | 92               | 90               | 89               | 95               | 84               | 84               | 54               | 75               | 124              | 140              | 159              | 126              |                  |
| Середньомісячна швидкість вітру, м/с          | 2.20             | 2.30             | 2.54             | 2.49             | 2.29             | 2.09             | 2.07             | 1.96             | 2.03             | 2.16             | 2.40             | 2.42             |                  |
| Середньомісячна сонячна радіація, кДж/м²·день | 4570             | 7267             | 10704            | 15246            | 19485            | 21343            | 23255            | 19949            | 14651            | 9286             | 4882             | 3775             |                  |
| --------------------------------------------- | ---------------- | ---------------- | ---------------- | ---------------- | ---------------- | ---------------- | ---------------- | ---------------- | ---------------- | ---------------- | ---------------- | ---------------- | ---------------- |
| Джерело:                                      |                  |                  |                  |                  |                  |                  |                  |                  |                  |                  |                  |                  |                  |